# Copa América de Futsal 2017
La Copa América de Futsal 2017 fue la XII edición del certamen desde que este se celebra bajo el reglamento FIFA. Se disputó en la ciudad de San Juan, capital de la provincia del mismo nombre. 
Este evento es organizado por la Confederación Sudamericana de Fútbol (CONMEBOL).

## Formato de juego
El formato del torneo será el siguiente: las diez selecciones participantes son divididas en 2 grupos, y se enfrentarán en un sistema de todos contra todos a una sola rueda, donde cada equipo jugará 4 partidos respectivamente. Pasaran a la siguiente fase los dos primeros de cada grupo, que jugarán en eliminación directa, constando esta en semifinales, final y un partido por el tercer puesto. Se consagrará campeón a la selección ganadora de la última fase.

## Sede
La sede confirmada por la Asociación del Fútbol Argentino es la ciudad de San Juan en la provincia de San Juan; todos los encuentros se desarrollaron en el estadio Aldo Cantoni.

## Equipos participantes
Las selecciones participantes son los 10 miembros de la CONMEBOL. El 30 de marzo se definieron los grupos de la primera fase.
| Equipos participantes | Equipos participantes |
| --------------------- | --------------------- |
| Argentina             | Bolivia               |
| Brasil                | Chile                 |
| Colombia              | Ecuador               |
| Paraguay              | Perú                  |
| Uruguay               | Venezuela             |

## Árbitros
La lista de árbitros oficial fue anunciada por el comité organizador el 24 de marzo de 2017.
| - Darío Santamarina - Marcelo Bais - Henry Gutiérrez - Gean Telles - Alexandre Campos - Cristian Espíndola - Hugo Camargo - Yury García | - José Hernández - Elvis Peña - Carlos Martínez - Mario Espichan - Rolly Rojas - Daniel Rodríguez - Ándres Martínez - José Villar |

## Primera fase

### Grupo A
| Equipo    | Pts | PJ | PG | PE | PP | GF | GC | Dif |
| --------- | --- | -- | -- | -- | -- | -- | -- | --- |
| Brasil    | 10  | 4  | 3  | 1  | 0  | 23 | 3  | 20  |
| Argentina | 10  | 4  | 3  | 1  | 0  | 21 | 4  | 17  |
| Venezuela | 6   | 4  | 2  | 0  | 2  | 10 | 16 | -6  |
| Bolivia   | 3   | 4  | 1  | 0  | 3  | 4  | 19 | -15 |
| Chile     | 0   | 4  | 0  | 0  | 4  | 3  | 19 | -16 |

|  | Clasificado para la Fase final. |

| 5 de abril de 2017, 19:00 | Chile                        | 1:2 (0:2) | Venezuela                                    | Estadio Aldo Cantoni, San Juan         |                                        |
|                           | Gasaldy Milenko Pavez 26:20' | Reporte   | Kendrys Silva 34:46' · Wilson Francia 36:53' | Árbitro(s): Mario Espichan Rolly Rojas | Árbitro(s): Mario Espichan Rolly Rojas |

| 5 de abril de 2017, 21:00 | Argentina | 6:1 (3:1) | Bolivia            | Estadio Aldo Cantoni, San Juan         |                                        |
|                           | Constantino Vaporaki 3:33' 27:01' · Leandro Cuzzolino 4:47' 19:58' · Alamiro Vaporaki 6:04' · Eduardo Villalva 38:29' | Reporte   | Diego Rojas 12:09' | Árbitro(s): Elvis Peña Carlos Martínez | Árbitro(s): Elvis Peña Carlos Martínez |

- Equipo libre:  Brasil.

| 6 de abril de 2017, 19:00 | Bolivia | 0:9 (0:4) | Brasil | Estadio Aldo Cantoni, San Juan       |                                      |
|                           |         | Reporte   | Arthur de Sousa 4:35' 15:37' · Deives Moraes 9:53' 19:06' · Felipe Paschual 25:49' 32:47' · Marcel Mendonca 28:24' · Alex Santos 37:37' · Leandro dos Santos 39:05' | Árbitro(s): Yury García Hugo Camargo | Árbitro(s): Yury García Hugo Camargo |

| 6 de abril de 2017, 21:00 | Argentina | 8:2 (4:1) | Venezuela                                      | Estadio Aldo Cantoni, San Juan             |                                            |
|                           | Fernando Wilhem 4:27' · Maxi Rescia 16:49' · Constantino Vaporaki 18:31' · Damián Stazzone 19:38' 31:16' · Cristian Borruto 21:03' · Matías Rosa 23:19' · Leandro Cuzzolino 36:42' | Reporte   | Wilson Francia 17:46' · Wilmar Cabarcas 29:00' | Árbitro(s): José Hernández Ándres Martínez | Árbitro(s): José Hernández Ándres Martínez |

- Equipo libre:  Chile.

| 7 de abril de 2017, 19:00 | Venezuela                                                    | 3:1 (1:0) | Bolivia              | Estadio Aldo Cantoni, San Juan              |                                             |
|                           | Wilmer Cabarcas 11:54' (pen.) 33:41' · Jesús Viamonte 21:42' | Reporte   | Alejandro Paz 33:23' | Árbitro(s): Daniel Rodríguez Mario Espichan | Árbitro(s): Daniel Rodríguez Mario Espichan |

| 7 de abril de 2017, 21:00 | Brasil | 8:0 (2:0) | Chile                                                      | Estadio Aldo Cantoni, San Juan         |                                        |
|                           | Weverson Ramos 2:57' · Alex Santos 8:10' 22:31' · Leandro dos Santos 33:27' · Felipe paschual 37:15' 31:16' · Deivis Moraes 38:49' | Reporte   | Felipe Escobar 22:11' (a.g.) · Nicolás López 31:19' (a.g.) | Árbitro(s): Carlos Martínez Elvis Peña | Árbitro(s): Carlos Martínez Elvis Peña |

- Equipo libre:  Argentina.

| 8 de abril de 2017, 19:00 | Chile                 | 1:2 (0:1) | Bolivia                     | Estadio Aldo Cantoni, San Juan           |                                          |
|                           | Rafael Hurtado 29:30' | Reporte   | Alejandro Paz 13:38' 22:30' | Árbitro(s): Ándres Martínez Hugo Camargo | Árbitro(s): Ándres Martínez Hugo Camargo |

| 8 de abril de 2017, 21:00 | Argentina | 0:0     | Brasil | Estadio Aldo Cantoni, San Juan           |                                          |
|                           |           | Reporte |        | Árbitro(s): Daniel Rodríguez Yury García | Árbitro(s): Daniel Rodríguez Yury García |

- Equipo libre:  Venezuela.

| 9 de abril de 2017, 19:00 | Brasil | 6:3 (3:2) | Venezuela | Estadio Aldo Cantoni, San Juan |             |
|                           |        | Reporte   |           | Árbitro(s):                    | Árbitro(s): |

| 9 de abril de 2017, 21:00 | Argentina | 7:1 (3:0) | Chile | Estadio Aldo Cantoni, San Juan |             |
|                           |           | Reporte   |       | Árbitro(s):                    | Árbitro(s): |

- Equipo libre:  Bolivia.

### Grupo B
| Equipo   | Pts | PJ | PG | PE | PP | GF | GC | Dif |
| -------- | --- | -- | -- | -- | -- | -- | -- | --- |
| Uruguay  | 8   | 4  | 2  | 2  | 0  | 18 | 13 | 5   |
| Paraguay | 7   | 4  | 2  | 1  | 1  | 18 | 13 | 5   |
| Colombia | 5   | 4  | 1  | 2  | 1  | 20 | 15 | 5   |
| Ecuador  | 4   | 4  | 1  | 1  | 2  | 8  | 18 | -10 |
| Perú     | 3   | 4  | 1  | 0  | 3  | 14 | 19 | -5  |

|  | Clasificado para la Fase final. |

| 5 de abril de 2017, 15:00 | Perú                                                                | 3:6 (2:0) | Uruguay | Estadio Aldo Cantoni, San Juan            |                                           |
|                           | Xavier Tavera 15:02' · Martín Herrera 18:04' · Renzo Ramírez 24:55' | Reporte   | Richard Catardo 27:00' · Federico Fedele 27:42' · Alexander se los Santos 33:34' · Ignacio Salgués 34:04' · Nicolás Ordoqui 37:55' · Agustín Sosa 38:11' | Árbitro(s): Darío Santamaría Marcelo Bais | Árbitro(s): Darío Santamaría Marcelo Bais |

| 5 de abril de 2017, 17:00 | Paraguay                                                               | 3:0 (2:0) | Ecuador | Estadio Aldo Cantoni, San Juan          |                                         |
|                           | Francisco Martínez 4:55' · Javier Salas 11:03' · Richard Rejala 21:19' | Reporte   |         | Árbitro(s): Henry Gutiérrez José Villar | Árbitro(s): Henry Gutiérrez José Villar |

- Equipo libre:  Colombia.

| 6 de abril de 2017, 15:00 | Ecuador           | 1:9 (0:5) | Colombia | Estadio Aldo Cantoni, San Juan            |                                           |
|                           | Darío Meza 28:45' | Reporte   | Jorge Abril 0:14' · Andrés Reyes 15:14' · Angellot Caro 17:07' 36:48' · Kevin Mejía 19:05' · Jorge Cuervo 19:55' · Camilo Gómez 32:16' · Jesús Gualdrón 33:23' · Felipe Echeverría 38:06' | Árbitro(s): Marcelo Bais Darío Santamaría | Árbitro(s): Marcelo Bais Darío Santamaría |

| 6 de abril de 2017, 17:00 | Perú                                      | 2:6 (1:2) | Paraguay                                                                                                  | Estadio Aldo Cantoni, San Juan                |                                               |
|                           | Jorge Aguilar 2:20' · Jordy Rivera 23:42' | Reporte   | Richard Rejala 14:01' · Javier Salas 19:48' · Juan Gómez 22:32' 29:24' · Francisco Martínez 29:56' 39:28' | Árbitro(s): Cristian Espíndola Rodrigo Concha | Árbitro(s): Cristian Espíndola Rodrigo Concha |

- Equipo libre:  Uruguay.

| 7 de abril de 2017, 15:00 | Ecuador                                                                              | 4:3 (1:1) | Perú                                                      | Estadio Aldo Cantoni, San Juan          |                                         |
|                           | Darío Meza 14:49' · Víctor Quinde 31:28' · Alex Salas 36:56' · Jordan Mercado 37:59' | Reporte   | Jordy Rivera 14:32' 33:58' · Martín Herrera 31:09' (pen.) | Árbitro(s): José Villar Henry Gutiérrez | Árbitro(s): José Villar Henry Gutiérrez |

| 7 de abril de 2017, 17:00 | Colombia                                                             | 3:3 (1:0) | Uruguay                                                | Estadio Aldo Cantoni, San Juan             |                                            |
|                           | Jhonatan Cárdenas 10:51' · Yulián Díaz 33:57' · Angellot Caro 39:42' | Reporte   | Ignacio Salgués 29:45' 33:01' · Federico Fedele 34:51' | Árbitro(s): Gean Telles Cristian Espíndola | Árbitro(s): Gean Telles Cristian Espíndola |

- Equipo libre:  Paraguay.

| 8 de abril de 2017, 15:00 | Uruguay                                                                          | 3:3 (1:1) | Ecuador                                              | Estadio Aldo Cantoni, San Juan          |                                         |
|                           | Alexander de los Santos 0:53' · Gabriel Palleiro 33:47' · Federico Fedele 39:44' | Reporte   | Darío Meza 19:49' 24:27' · Jorge Portocarrero 37:00' | Árbitro(s): Marcelo Bais Mario Espichán | Árbitro(s): Marcelo Bais Mario Espichán |

| 8 de abril de 2017, 17:00 | Paraguay | 5:5 (1:3) | Colombia | Estadio Aldo Cantoni, San Juan               |                                              |
|                           | Javier Salas 15:08' (pen.) · Francisco Martínez 22:42' · Richard Rejala 34:47' 39:50' · Wilson Veiga 37:01' | Reporte   | Angellot Caro 6:32' (pen.) 24:27' · Jorge Cuervo 12:14' · Jorge Abril 16:35' · Yulián Díaz 30:58' · Javier Ortíz 31:20' | Árbitro(s): Darío Santamaría Henry Gutiérrez | Árbitro(s): Darío Santamaría Henry Gutiérrez |

- Equipo libre:  Perú.

| 9 de abril de 2017, 13:00 | Colombia | 3:6 (2:2) | Perú | Estadio Aldo Cantoni, San Juan |             |
|                           |          | Reporte   |      | Árbitro(s):                    | Árbitro(s): |

| 9 de abril de 2017, 17:00 | Uruguay | 6:4 (2:1) | Paraguay | Estadio Aldo Cantoni, San Juan |             |
|                           |         | Reporte   |          | Árbitro(s):                    | Árbitro(s): |

- Equipo libre:  Ecuador.

## Fase final
|  | Semifinales  | Semifinales  |   |         | Final        | Final        |  |
|  | 29 de agosto | 29 de agosto |   |         | 30 de agosto | 30 de agosto |  |
|  |              |              |   |         |              |              |  |
|  |              |              |   |         |              |              |  |
|  | Argentina    | 3            |   |         |              |              |  |
|  | Uruguay      | 1            |   |         |              |              |  |
|  |              |              |   |         |              |              |  |
|  |              |              |   |         |              |              |  |
|  |              |              |   |         | Argentina    | 2            |  |
|  |              | Brasil       | 4 |         |              |              |  |
|  |              |              |   |         |              |              |  |
|  |              |              |   |         |              |              |  |
|  |              |              |   |         | Tercer lugar |              |  |
|  |              |              |   |         |              |              |  |
|  | Brasil       | 5            |   | Uruguay | 3            |              |  |
|  | Paraguay     | 2            |   |         | Paraguay     | 4            |  |

### Noveno puesto
|  | Chile | 1:5 (0:3) | Perú | Estadio Aldo Cantoni, San Juan |  |
|  |       |           |      | Árbitro(s):                    |  |

### Séptimo puesto
|  | Bolivia | 3:1 (1:0) | Ecuador | Estadio Aldo Cantoni, San Juan |  |
|  |         |           |         | Árbitro(s):                    |  |

### Quinto puesto
|  | Venezuela | 4:6 (1:2) | Colombia | Estadio Aldo Cantoni, San Juan |  |
|  |           |           |          | Árbitro(s):                    |  |

### Semifinales
|  | Argentina | 3:1 (2:0) | Uruguay | Estadio Aldo Cantoni, San Juan |  |
|  |           |           |         | Árbitro(s):                    |  |

|  | Brasil | 5:2 (3:2) | Paraguay | Estadio Aldo Cantoni, San Juan |  |
|  |        |           |          | Árbitro(s):                    |  |

### Tercer puesto
|  | Uruguay | 3:4 (1:1) | Paraguay | Estadio Aldo Cantoni, San Juan |  |
|  |         |           |          | Árbitro(s):                    |  |

### Final
|  | Argentina                                   | 2:4 (1:0) (0:2 t. s.) | Brasil                                                                                               | Estadio Aldo Cantoni, San Juan |             |
|  | Maxi Rescia 2:04' · Cristian Borruto 32:42' |                       | Leandro Dos Santos 32:57' · Felipe Paschual 38:35' · Marcel Mendonca 43:50' · Arthur de Sousa 44:15' | Árbitro(s):                    | Árbitro(s): |

| Bandera de Brasil            |
| Campeón Brasil Décimo título |

### Tabla general
| Equipo | Equipo    | Pts | PJ | PG | PE | PP | GF | GC | Dif |
| ------ | --------- | --- | -- | -- | -- | -- | -- | -- | --- |
| 1      | Brasil    | 16  | 6  | 5  | 1  | 0  | 32 | 7  | +25 |
| 2      | Argentina | 13  | 6  | 4  | 1  | 1  | 26 | 9  | +17 |
| 3      | Paraguay  | 10  | 6  | 3  | 1  | 2  | 24 | 21 | +3  |
| 4      | Uruguay   | 8   | 6  | 2  | 2  | 2  | 22 | 20 | +2  |
| 5      | Colombia  | 8   | 5  | 2  | 2  | 1  | 26 | 19 | +7  |
| 6      | Venezuela | 6   | 5  | 2  | 0  | 3  | 14 | 22 | -8  |
| 7      | Ecuador   | 4   | 4  | 1  | 1  | 2  | 8  | 18 | -10 |
| 8      | Perú      | 3   | 4  | 1  | 0  | 3  | 14 | 19 | -5  |
| 9      | Bolivia   | 3   | 4  | 1  | 0  | 3  | 4  | 19 | -15 |
| 10     | Chile     | 0   | 4  | 0  | 0  | 4  | 3  | 19 | -16 |

Notas
     Campeón del torneo
     Subcampeón
     3° Puesto del torneo